# 鄧紹斌
鄧紹斌（人稱斌仔，1969年5月16日—2012年12月9日），香港人，2003年、2004年曾先後去信當時的香港特別行政區行政長官董建華、立法會表示希望「有尊嚴地結束生命」，要求安樂死，事件在香港社會引來廣泛關注。

## 生平
鄧紹斌於1988年在聖言中學預科文組畢業，進入羅富國教育學院（今香港教育大學）修讀體育及社會科學。
1991年6月19日，於排練教院畢業禮表演時，不慎跌傷背部，頸椎第一、二節斷裂，導致頸部以下癱瘓，無法言語。
2003年，鄧紹斌寫信給當時的行政長官董建華要求安樂死；2004年，立法會收到信件，議員得悉並公開信件後，他受各方面的關注，有很多人寫心意卡慰問他，其中包括香港著名歌星張學友亦在其好友查小欣的帮助下多次看望鄧紹斌，并送給他兩張多功能的輪椅。
2006年3月28日，鄧紹斌於畢業近18年後，回到聖言中學，校方為他舉行了歡迎禮，全校師生熱烈的招待他。鄧紹斌在聖言為他安排的演講上說了一番勵志的說話。熱心人士亦安排讓他在同日暢遊香港迪士尼樂園。
2006年6月13日，英國物理學家史提芬·霍金訪問香港，在香港科技大學舉行公開講座。當日在場的鄧紹斌獲得霍金鼓勵，就算生命遇上困難，只要肯努力就會成功。
2010年8月19日，鄧紹斌遷入早前獲分配的深水埗富昌邨公屋單位，離開居住了19年的瑪麗醫院病房。
2012年12月9日，鄧紹斌因為急病被送入明愛醫院，但到早上11時病情急轉直下，最終不治，終年43歲。

## 著作
- 《我要安樂死》，斌仔（鄧紹斌）自傳，三聯書店（香港）有限公司，2007年5月第一版。ISBN 9789620426728
- 《總有一次失敗》，三聯書店（香港）有限公司，2009年7月第一版。ISBN 9789620428685

## 外部連結
- 《我要安樂死》讀者留言區
- 斌仔求安樂死信原文